# Reggenza delle Isole Sangihe
La reggenza delle Isole Sangihe (in indonesiano: Kabupaten Kepulauan Sangihe) è una reggenza dell'Indonesia, situata nella provincia di Sulawesi Settentrionale.